# Rise Wrestling
Rise Wrestling, también conocida como RISE Wrestling, RISE WRESTLING o RISE, es una empresa femenino de lucha libre profesional estadounidense independiente en Naperville, Illinois fundado en 2016. Es la hermana de la empresa Shimmer Women Athletes y transmite eventos en vivo por Internet pay-per-view (iPPV).

## Historia
Rise fue creado en 2016 por el expresentador del ring Shimmer Women Athletes y productor ejecutivo asociado Kevin Harvey. Inicialmente creada para ser un programa de descubrimiento y desarrollo para Shimmer, la compañía creó seminarios de lucha organizados en todo el país para presentar el talento a la industria y explorar el talento. La compañía alberga los PPV de Rise y en 2017 comenzó a hacer visitas semanales llamadas Rise ASCENT, recorriendo los Estados Unidos. En 2018, la compañía anunció una asociación con Impact Wrestling y organizó el evento con talentos de Impact en eventos de Rise.

## Campeonatos
| Campeonato                     | Actual (es) campeona (as)                       | Reinado | Fecha                | Días  | Localización     | Excampeona                         |
| ------------------------------ | ----------------------------------------------- | ------- | -------------------- | ----- | ---------------- | ---------------------------------- |
| Phoenix of RISE Championship   | Big Swole                                       | 1       | 10 de agosto de 2019 | 2040+ | Toronto, Ontario | Zoe Lucas                          |
| Guardians of RISE Championship | Killer Death Machines (Jessicka Havok & Nevaeh) | 1       | 29 de marzo de 2019  | 2174+ | Berwyn, Illinois | Paradise Lost (Dust & Raven's Ash) |